# Prawo ulicy
Prawo ulicy (tytuł oryginalny: The Wire, dosłownie: „podsłuch”) – amerykański serial kryminalny, którego akcja rozgrywa się w Baltimore. Wymyślony i tworzony przez pisarza i byłego reportera policyjnego Davida Simona serial emitowany był premierowo w Stanach Zjednoczonych przez płatną telewizję kablową HBO od 2 czerwca 2002 roku do 9 marca 2008 roku. Wyprodukowano łącznie 60 odcinków w pięciu seriach.

## Emisja w Polsce
W Polsce serial emitowały stacje TVN (dwie pierwsze serie w latach 2006–2007) i Cinemax (wszystkie serie w latach 2014–2015), a obecnie wszystkie odcinki dostępne są na internetowej platformie HBO GO.

## Opis serialu
Każda z serii Prawa ulicy skupia się na innym problemie związanym z Baltimore. W chronologicznym porządku są to: nielegalny handel narkotykami, funkcjonowanie portu morskiego, polityka samorządowa, system oświaty oraz upadek tradycyjnych mediów. W serialu wystąpili głównie aktorzy, którzy byli mało znani z innych swoich ról. Simon powiedział, że mimo etykiety serialu kryminalnego The Wire jest „w rzeczywistości o amerykańskich miastach i o tym, jak żyjemy ze sobą. O tym, jak instytucje wywierają wpływ na jednostki. Nieważne, czy ktoś jest policjantem, dokerem, dilerem narkotyków, politykiem, sędzią czy prawnikiem, musi godzić się na kompromisy i zmagać się z tym, czego chcą instytucje”.
Pomimo że serialowi udało się zdobyć jedynie skromną oglądalność i że nigdy nie otrzymał on żadnej ważnej nagrody, Prawo ulicy opisywane jest obecnie przez wielu krytyków jako najlepszy wyprodukowany kiedykolwiek serial telewizyjny i jedno z najważniejszych dzieł powstałych w pierwszej dekadzie XXI wieku.

## Krytyka
Serial zdobył wysokie uznanie krytyki po obu stronach Atlantyku. W czasopiśmie „Variety” napisano: „Gdy spisana zostanie historia telewizji, mało co dorówna Prawu ulicy, serialowi tak niezwykle głębokiemu i ambitnemu, że smakowany może być jedynie przez nielicznych”. „The Daily Telegraph” ocenił, że nie tylko jest to „najprawdopodobniej najlepszy serial w historii telewizji”, ale zasługuje wręcz na porównanie z dziełami Dickensa i Dostojewskiego.

## Obsada
- Dominic West – Jimmy McNulty (wszystkie 60 odcinków)[10]
- Lance Reddick – Cedric Daniels (wszystkie 60 odcinków)
- Sonja Sohn – Kima Greggs (wszystkie 60 odcinków)
- Wendell Pierce – Bunk Moreland (wszystkie 60 odcinków)
- John Doman – William Rawls (wszystkie 60 odcinków)
- Seth Gilliam – Ellis Carver (wszystkie 60 odcinków)
- Domenick Lombardozzi – Thomas Herc Hauk (wszystkie 60 odcinków)
- Deirdre Lovejoy – Rhonda Pearlman (wszystkie 60 odcinków)
- Clarke Peters – Lester Freamon (59 odcinków, lata: 2002-2008)
- Andre Royo – Bubbles (52 odcinki, lata: 2002-2008)
- Michael K. Williams – Omar Little (51 odcinków, lata: 2002-2008)
- Jim True-Frost – Roland Prez Pryzbylewski (50 odcinków, lata: 2002-2008)
- Frankie Faison – Ervin Burrell (47 odcinków, lata: 2002-2008)
- Corey Parker Robinson – Leander Sydnor (45 odcinków, lata: 2002-2008)
- J.D. Williams – Preston Bodie Broadus (42 odcinki, lata: 2002-2006)
- Wood Harris – Avon Barksdale (39 odcinków, lata: 2002-2008)
- Idris Elba – Russell Stringer Bell (37 odcinków, lata: 2002-2004)
- Aidan Gillen – Tommy Carcetti (35 odcinków, lata 2004–2008)
- Jamie Hector – Marlo Stanfield (32 odcinki, lata: 2004-2008)
- Robert Wisdom – Howard Bunny Colvin (27 odcinków, lata: 2003-2008)
- Robert F. Chew – Joseph Proposition Joe Stewart (25 odcinków, lata 2002–2008)
- Larry Gilliard Jr. – D’Angelo Barksdale (21 odcinków, lata: 2002-2004)
- Amy Ryan – Beatrice Beadie Russell (20 odcinków, lata: 2003-2008)
- Gbenga Akinnagbe – Chris Partlow
- Tristan Wilds – Michael Lee
- Jermaine Crawford – Duquan Dukie Weems
- Chad Coleman – Dennis Cutty Wise
- Reg E. Cathey – Norman Wilson
- Paul Ben-Victor – Spiros Vondas Vondopoulos
- Chris Bauer – Frank Sobotka
- Clark Johnson – Augustus Haynes
- Tom McCarthy – Scott Templeton
- Isiah Whitlock Jr. – Clay Davis
- Glynn Turman – Clarence Royce
- Michael Kostroff – Maurice Levy
- Michelle Paress – Alma Gutierrez
- Neal Huff – Michael Steintorf

## Spis odcinków

### Seria 1
Akcja pierwszej serii skupia się na śledztwie przeciwko Avonowi Barksdale'owi – bossowi narkotykowemu, trzęsącemu częścią Baltimore.
Obejmuje 13 odcinków:
1. „The Target”
2. „The Detail”
3. „The Buys”
4. „Old Cases”
5. „The Pager”
6. „The Wire”
7. „One Arrest”
8. „Lessons”
9. „Game Day”
10. „The Cost”
11. „The Hunt”
12. „Cleaning Up”
13. „Sentencing”

### Seria 2
Druga seria obejmuje zupełnie nowe śledztwo w sprawie polskiego naczelnika jednej z firm rozładunkowych w porcie w Baltimore – Franka Sobotki. Po części kontynuuje także wątki znane z pierwszej serii.
Odcinki sezonu II:
1. „Ebb Tide”
2. „Collateral Damage”
3. „Hot shots”
4. „Hard Cases”
5. „Undertow”
6. „All Prologue”
7. „Backwash”
8. „Duck and cover”
9. „Stray Rounds”
10. „Storm Warnings”
11. „Bad Dreams”
12. „Port in a Storm”

### Seria 3
W trzeciej serii akcja koncentruje się z powrotem na ulicy i organizacji Barksdale’a. Zakres fabuły został jednak rozszerzony do sceny politycznej miasta oraz „eksperymentu” jaki przeprowadził zbliżający się do końca swojej kariery major Howard „Bunny” Colvin, który decyduje się osiągnąć realną poprawę w dzielnicach miasta spychając gangi do wyznaczonych bezkarnych stref handlu narkotykami.
1. „Time After Time”
2. „All Due Respect”
3. „Dead Soldiers”
4. „Amsterdam”
5. „Straight and True”
6. „Homecoming”
7. „Back Burners”
8. „Moral Midgetry”
9. „Slapstick”
10. „Reformation”
11. „Middle Ground”
12. „Mission Accomplished”

### Seria 4
W czwartej serii kontynuowany jest wątek polityczny z poprzedniego sezonu. Po aresztowaniach konkurentów na pierwszy plan wysuwa się bezwzględny boss gangu – Marlo Stanfield. Ponadto akcja skupia się na zjawisku rekrutacji młodzieży szkolnej do gangów narkotykowych.
1. „Boys of Summer”
2. „Soft Eyes”
3. „Home Rooms”
4. „Refugees”
5. „Alliances”
6. „Margin of Error”
7. „Unto Others”
8. „Corner Boys”
9. „Know Your Place”
10. „Misgivings”
11. „A New Day”
12. „That’s Got His Own”
13. „Final Grades”

### Seria 5
Piąta seria skupia się na wątku śledztwa wokół zabójstw popełnianych przez gang Marlo Stanfielda. Kontynuowany jest też wątek polityczny – nowy burmistrz idealista mierzy się z realiami rządzenia miastem w kryzysie. Twórcy serialu rozprawiają się też z upadającymi standardami w dziennikarstwie.
1. „More with Less”
2. „Unconfirmed Reports”
3. „Not for Attribution”
4. „Transitions”
5. „React Quotes”
6. „The Dickensian Aspect”
7. „Took”
8. „Clarifications”
9. „Late Editions”
10. „–30–”